# Simone Bendix
Simone Bendix (født 26. september 1967) er en dansk skuespiller. Bendix blev uddannet på The Bristol Old Vic Theatre School i 1992. Hun er gift med musikeren Kasper Winding.

## Udvalgt filmografi
- Den kroniske uskyld (1985)
- At kende sandheden (2002)
- Supervoksen (2006)
- Hjemve (2007)
- Dig og mig (2008)

## Eksterne links
- Simone Bendix på Internet Movie Database (engelsk)
- Simone Bendix på Filmdatabasen
- Simone Bendix på danskefilm.dk
- Simone Bendix på danskfilmogtv.dk
- Simone Bendix på Scope
- Simone Bendix på Svensk Filmdatabas (svensk)
- Simone Bendix på AlloCiné (fransk)
- Simone Bendix på AllMovie (engelsk)
- Simone Bendix på The Movie Database (engelsk)

|  | Artiklen om skuespilleren Simone Bendix kan blive bedre, hvis der indsættes et (bedre) billede. Du kan hjælpe ved at uploade et godt billede til Wikimedia Commons iht. de tilladte licenser og indsætte det i artiklen. Eller du kan søge efter eksisterende filer på Wikimedia Commons eller på Flickr - fx med værktøjet Free Image Search Tool. |